# 懷爾德伍德 (密西西比州科荷馬縣)
懷爾德伍德（英語：Wildwood）是位於美國密西西比州科荷馬縣的鬼鎮。

## 地理
懷爾德伍德所處的海拔為高於海平面53米（即174英呎），而該地所採用的時區為UTC-6，即北美中部時區（CST）。同時該地設有夏令時間，為UTC-6調快一小時，即UTC-5（CDT）。